# Sonia Ben Cheikh
Pour les articles homonymes, voir Ben Cheikh.
Sonia Ben Cheikh, née le 25 mai 1968 à Sfax, est une médecin et femme politique tunisienne.
Elle est secrétaire d’État auprès du ministre de la Santé de 2017 à 2018, ministre de la Jeunesse et des Sports de 2018 à 2020 et ministre de la Santé par intérim de 2019 à 2020.

## Biographie

### Carrière professionnelle
Médecin de profession, elle a été professeure assistante en médecine préventive et communautaire au sein de la faculté de médecine de Tunis, ainsi qu'inspectrice générale de la santé,.
Pendant vingt ans, elle travaille au ministère de la Santé, occupant plusieurs fonctions à la direction des études et de la planification, chargée notamment du pilotage des projets de coopération avec la Banque mondiale et la Banque européenne d'investissement. Par la suite, elle devient responsable de l'unité de la coopération technique et de l'unité de l'exportation des services de santé, où elle dirige l'étude financée par la Banque africaine de développement pour la promotion de la stratégie de développement de la Tunisie comme « destination de santé ». Elle est ensuite directrice générale du Centre national de formation pédagogique des cadres de la santé, jusqu'en 2017.
En février 2017, elle est nommée PDG de l'Office national de la famille et de la population, qui dépend du ministère de la Santé.
En tant que trésorière, elle a représenté le gouvernement au conseil d'administration de l'organisation intergouvernementale Partenaire en population et développement PPD.

### Carrière politique
Lors du remaniement ministériel du 6 septembre 2017, elle intègre le gouvernement de Youssef Chahed comme secrétaire d'État auprès du ministre de la Santé. Le 27 avril 2018, elle rejoint Nidaa Tounes.
Le 5 novembre 2018, elle est désignée ministre de la Jeunesse et des Sports. Le 10 mars 2019, elle est nommée ministre de la Santé par intérim après la démission d'Abderraouf Cherif.
Elle est l'une des têtes de liste de Tahya Tounes pour les élections législatives de 2019 puis en devient secrétaire générale le 18 mars 2021.